# 韩继勋
韩继勋（？—？），中国五代十国后蜀軍事人物，蜀后主孟昶的大臣。
韩继勋初任医官使。934年，韩继勋与捧圣控鹤都指挥使张公铎、丰德库使韩保贞、茶酒库使安思谦等都从孟昶为藩王时就开始跟随他。平时怨恨李仁罕，便共同讲他的坏话，说李仁罕有叛变之心；孟昶让韩继勋等与赵季良、赵廷隐策划，在李仁罕入朝时，命武士将他执杀。十月十六日，下诏宣布他的罪名。韩继勋后来担任雄武军节度使兼侍中。韩继勋和凤州刺史王万迪不是将帅之才，不能够抵御大敌。955年，后周攻打后蜀，韩继勋放弃秦州，逃回成都，观察判官率城投降。